# VDM
VDM（Vienna Development Method）は、IBMのウィーン研究所で1960年代から70年代にかけて開発された形式手法。
その仕様記述言語VDM-SLは1996年にISO標準（ISO_IEC_13817-1）となっている。VDM-SLをオブジェクト指向拡張したVDM++も、欧州連合ESPRIT計画のAFRODITEプロジェクトで開発された。